# 185636 Shiao Lin
185636 Shiao Lin è un asteroide della fascia principale. Scoperto nel 2008, presenta un'orbita caratterizzata da un semiasse maggiore pari a 2,9638570 UA e da un'eccentricità di 0,1033151, inclinata di 11,03617° rispetto all'eclittica.